# 斯帕西夫卡 (扎波罗热州)
47°55′43″N 35°26′42″E / 47.92861°N 35.44500°E

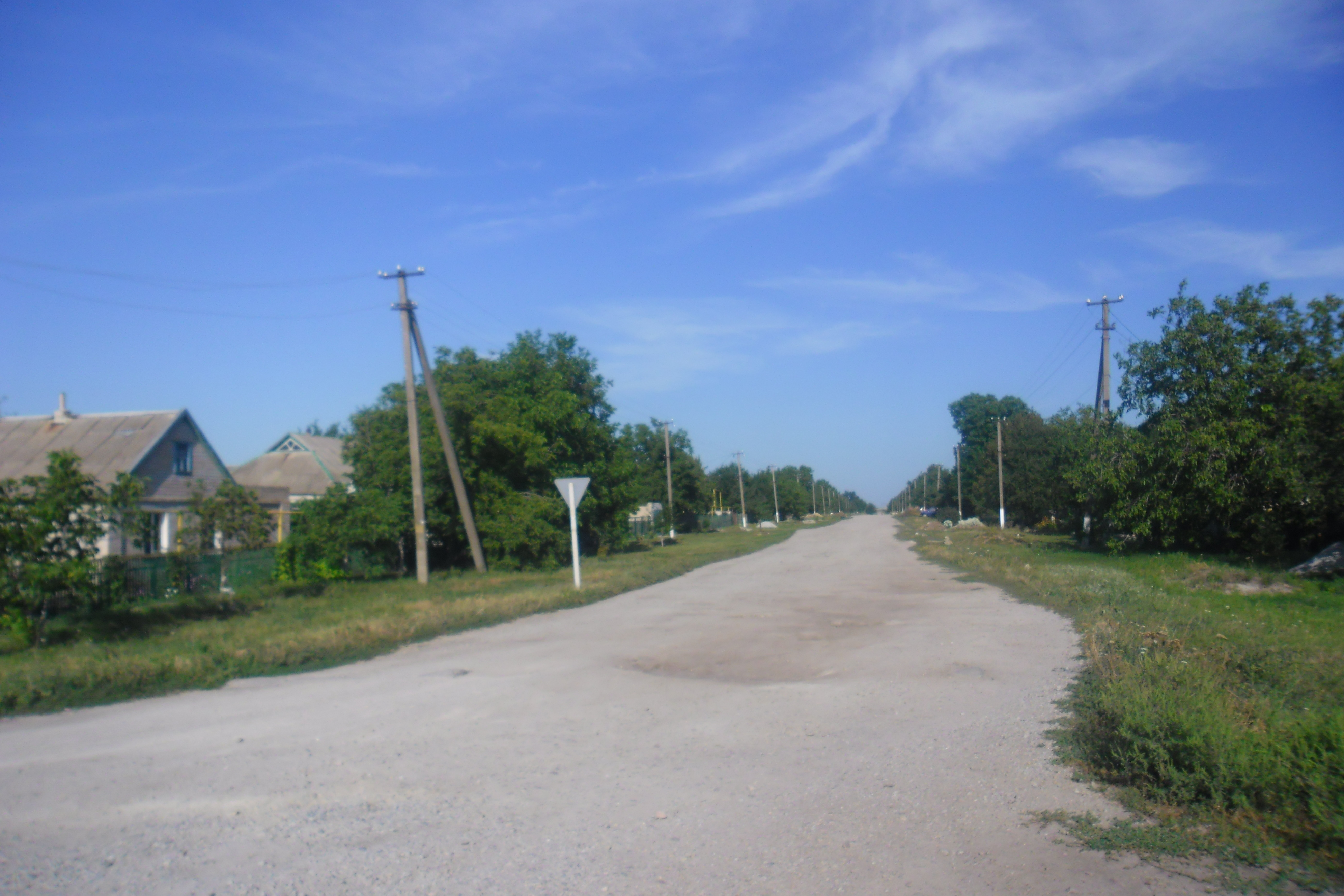
斯帕西夫卡

斯帕西夫卡（烏克蘭語：Спасівка）是位於烏克蘭東南部的村莊，由扎波羅熱州扎波羅熱区的巴甫利夫斯凱市鎮負責管轄。該村距離沃利尼揚斯克和维什内韦0.5公里，始建於1900年，面積0.529平方公里。